# Computer Space
Computer Space foi um jogo eletrônico de fliperama lançado em 1971. Foi o primeiro jogo eletrônico comercial da história, criado por Nolan Bushnell e Ted Dabney. O jogador controla um foguete contra dois discos voadores controlados pelo computador.

## História
Nos anos 70, a indústria de jogos eletrônicos era efetivamente inexistente. A  maioria dos jogos eram inacessíveis ao público, apenas disponíveis em computadores de universidades e laboratórios, como Spacewar!, um jogo lançado em 1962 para o PDP-1. Nolan N. Bushnell teve a oportunidade de jogar este jogo, adorando-o. A experiência de Spacewar! o deu a ideia de comercializar um produto parecido, mas na época os preços dos computadores eram caros demais para a possibilidade de um produto comercial. Após ser introduzido ao minicomputador Data General Nova, vendido por apenas 4,000 dólares, Bushnell pensou que talvez sua ideia poderia se tornar realidade. No entanto, após pesquisar sobre o Data General Nova, ele descobriu que o computador era lento demais para suas necessidades. Depois disso, por meses o projeto não progrediu.
Eventualmente, Bushnell teve uma ideia inovadora. Sua ideia era manipular eletronicamente o sinal de vídeo de um aparelho de televisão comum para que fosse possível jogar um jogo eletrônico interativo sem a necessidade de um computador. Com Ted Dabney, eles finalmente conseguiram criar um protótipo. Com a parceria da Nutting Associates, Nolan fez um acordo para comercializar o jogo.
Certa vez, Nolan veio até mim e disse: 'Em um aparelho de TV, quando você gira a trava vertical, a imagem sobe e, se você girar para o outro lado, ela desce. Por que isso acontece? Eu expliquei a ele. Era a diferença entre a sincronização e o tempo da imagem. Ele perguntou: "Podemos fazer isso com algum controle?" Eu disse: "Sim, provavelmente podemos, mas teríamos que fazer isso digitalmente, pois o analógico não seria linear.— Ted Dabney 

### Galaxy Game
Durante o desenvolvimento de Computer Space, outro jogo estava sendo desenvolvido como uma versão de Spacewar!, usando um computador em vez de um fliperama. Programado por Bill Pitts e Hugh Tuck, o jogo incorporava um PDP-11, permitindo dois jogadores competir. Logo, Bushnell foi informado sobre esse outro jogo e então chamou os criadores.

Variações do fliperama.

### Finalização
Após o fim do desenvolvimento do circuito do Computer Space, o que restava era o modelo do fliperama. O modelo foi feito por Bushnell, esculpindo com argila para fazer um formato futurista. O fliperama começou pintado com cores sólidas, Mas no futuro seriam lançados fliperamas com acabamentos brilhantes.

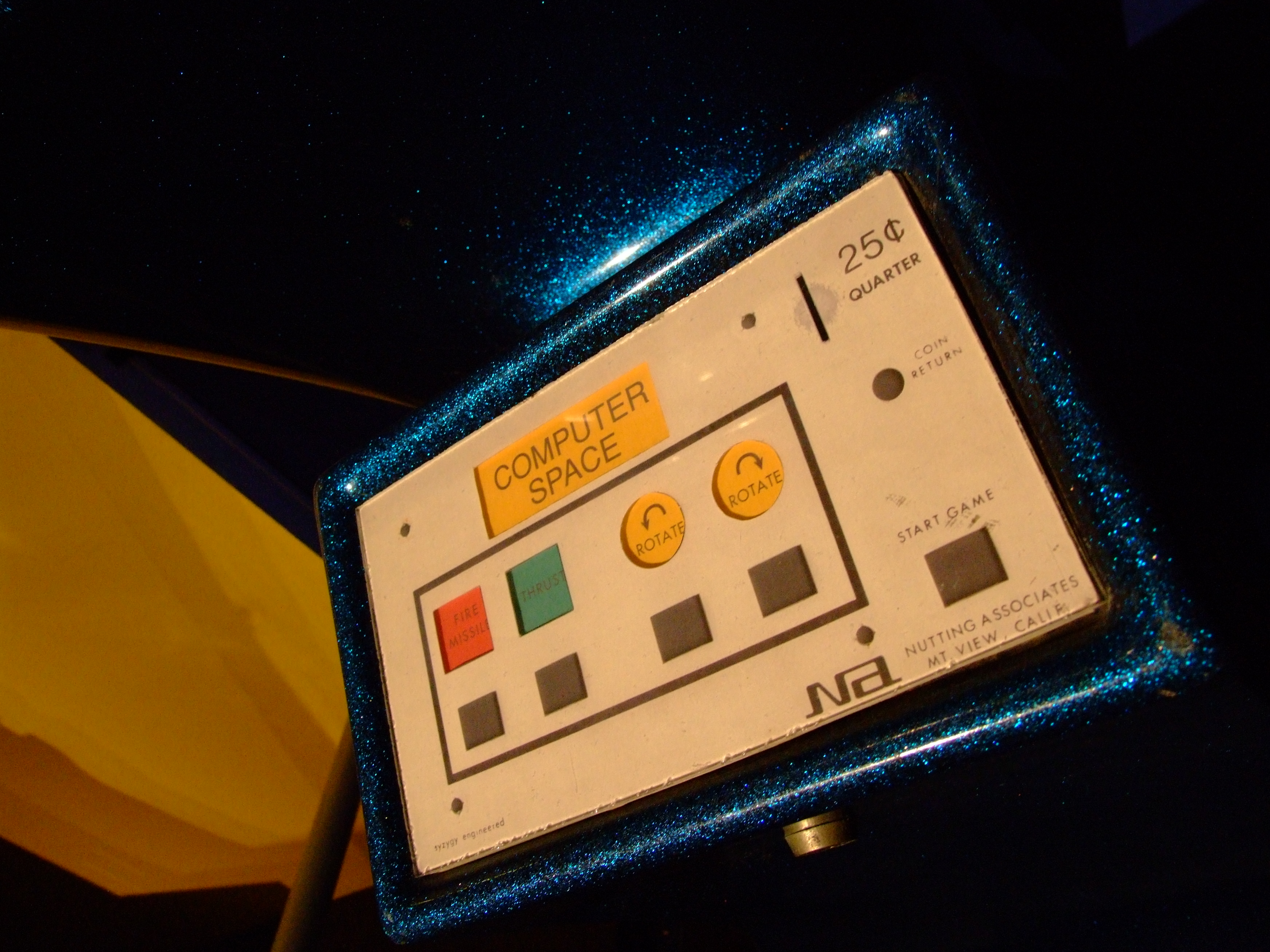
Controles do fliperama.

## Recepção

### Testes
Os testes se iniciaram em um bar e restaurante em Palo Alto chamado Dutch Goose. O fliperama recebeu muitos elogios e foi popular no local, mas algo que Nutting não percebeu, é de que a clientela do restaurante é principalmente de estudantes da Universidade Stanford, que eram adeptos tecnicamente.
O segundo teste foi em uma pizzaria, com uma clientela mais diversa. Ali, o jogo não foi muito bem recebido pelos controles complexos. A maioria dos jogadores tinham dificuldade operando a máquina. Além disso, a maior parte das pessoas não tinham experiência com jogos eletrônicos, então não haviam coordenação para jogar um jogo com vários botões e física.

### Venda
Nutting ambiciosamente decidiu em produzir 1,500 unidades. Era um número otimista pois nessa época os jogos raramente vendiam mais de 2000 unidades. Apenas sucessos vendiam até 10,000. A Nutting Associates vendeu as primeiras máquinas em novembro de 1971. O jogo vendeu relativamente bem para o primeiro jogo comercial. Não foi um sucesso, porém para Bushnell, foi uma quantia boa.

## Aparições
Um modelo de cor branca exclusivo de Computer Space apareceu no filme distópico Soylent Green de 1973. O fliperama foi usado pela sua aparência futurista, combinando com o tema do filme.

## Jogabilidade
O jogador controla um foguete contra dois discos voadores controlados pelo computador em uma simulação ambientada no espaço. O foguete é controlado com quatro botões: um para disparar, que disparava um míssil da frente do foguete; dois botões de rotação direcional (para girar o curso da nave no sentido horário ou anti-horário); e um para impulso, que impulsionava a nave na direção que estivesse apontando.
Durante o jogo, dois discos apareciam na tela e atiravam no jogador enquanto voavam em formação de zigue-zague. O objetivo do jogador era evitar contato com o fogo dos discos e atirar neles.